# August Schroepffer
Gustav August Heinrich Emil Schroepffer, ursprünglich Schröpfer, (* 20. Juni 1868 in Berlin; † 15. Juni 1934 in Berlin-Schöneberg) war ein deutscher Verwaltungsbeamter.

## Leben
August Schroepffer studierte an der Universität Bonn Rechtswissenschaften. 1889 wurde er Mitglied des Corps Palatia Bonn. Nach dem Studium und der Promotion zum Dr. jur. absolvierte er das Referendariat. Von 1897 bis 1898 war er Regierungsreferendar bei der Regierung Potsdam.
Von 1905 bis 1919 war Schroepffer Landrat des Landkreises Oschersleben. 1930 lebte er als Landrat a. D. in Berlin.